# 모토시오미촌
모토시오미촌(元塩見村)은 돗토리현 이와미군에 있던 촌이다. 현재의 돗토리시에 해당한다. 1896년 3월 31일까지 이와이군에 속해있었다.

## 역사
- 1889년 10월 1일 - 정촌제 시행에 의해 이와이군 모토시오미촌이 성립하였다.
- 1896년 4월 1일 - 군 통합에 의해 오미군, 이와이군, 호미군의 구역을 가지고 이와미군이 성립하여, 이와미군 모토시오미촌이 되었다.
- 1917년 9월 1일 - 시호미촌과 합병해 시오미촌이 성립하여, 동일 모토시오미촌은 폐지되었다.